# Cygnonema belgicae
Cygnonema belgicae is een rondwormensoort uit de familie van de Draconematidae. De wetenschappelijke naam van de soort is voor het eerst geldig gepubliceerd in 2006 door Raes, Decraemer & Vanreusel.